# Cantón de Hallencourt
El cantón de Hallencourt era una división administrativa francesa, que estaba situada en el departamento de Somme y la región de Picardía.

## Composición
El cantón estaba formado por dieciséis comunas:
- Allery
- Bailleul
- Citerne
- Doudelainville
- Érondelle
- Fontaine-sur-Somme
- Frucourt
- Hallencourt
- Huppy
- Liercourt
- Limeux
- Longpré-les-Corps-Saints
- Mérélessart
- Sorel-en-Vimeu
- Vaux-Marquenneville
- Wiry-au-Mont

## Supresión del cantón de Hallencourt
En aplicación del Decreto nº 2014-263 de 26 de febrero de 2014, el cantón de Hallencourt fue suprimido el 22 de marzo de 2015 y sus 16 comunas pasaron a formar parte del nuevo cantón de Gamaches.